# ExoMars Trace Gas Orbiter
ExoMars Trace Gas Orbiter (TGO) est une sonde interplanétaire développée par l'Agence spatiale européenne, placée en orbite autour de la planète Mars pour étudier la présence et l'origine des gaz présents dans l'atmosphère martienne à l'état de trace, notamment le méthane dont elle doit tenter de déterminer s'il est d'origine biologique. La sonde spatiale a été lancée le 14 mars 2016 par une fusée russe Proton. Après s'être insérée en orbite autour de Mars le 19 octobre 2016, la mission doit utiliser la technique de l'aérofreinage durant 12 mois avant d'entamer la phase scientifique de la mission qui doit s'achever en 2022.
La sonde spatiale d'une masse de plus de quatre tonnes transporte une charge utile de 712 kg comprenant quatre groupes d'instruments (spectromètres, caméras, détecteurs de neutrons) et l'atterrisseur expérimental européen Schiaparelli qu'elle a largué à proximité de Mars. Celui-ci devait se poser sur Mars et permettre ainsi de valider les techniques de rentrée atmosphérique et d'atterrissage sur cette planète. L'agence spatiale russe Roscosmos participe à la mission en fournissant une partie de l'instrumentation scientifique en contrepartie de la prise en charge du lancement. ExoMars Trace Gas Orbiter fait partie du programme européen Exomars et doit, à ce titre, également servir de relais de télécommunications entre la Terre et les engins européens de ce programme qui doivent se poser sur le sol martien.

## Contexte
Au début des années 2000, un projet d'astromobile martien ExoMars est mis à l'étude par l'Agence spatiale européenne. Ce projet ambitieux est repoussé à plusieurs reprises car il nécessite à la fois des moyens financiers importants et la maitrise des techniques d'atterrissage sur Mars. Il est inscrit en 2005 comme mission majeure (Flagship mission) du programme Aurora.

### Échec du partenariat avec la NASA
En octobre 2009, la NASA et l'Agence spatiale européenne associent leurs projets d'exploration de la planète Mars dans le cadre de l'Initiative conjointe d'exploration de Mars. La première matérialisation de cet accord est le programme ExoMars qui regroupe désormais quatre engins spatiaux :
- ExoMars Trace Gas Orbiter (TGO) est un orbiteur sous la responsabilité de l'ESA qui a pour mission primaire d'identifier l'origine du méthane et d'autres gaz rares présents dans l'atmosphère martienne. Il doit également servir de relais de télécommunications entre la Terre et le sol martien. Les instruments scientifiques sont fournis en partie par les laboratoires américains ;
- ExoMars EDM est un atterrisseur de l'ESA qui doit permettre à celle-ci de valider les techniques de rentrée atmosphérique et d'atterrissage sur Mars en vue de l'envoi d'un rover ;
- ExoMars Rover est un rover européen qui doit rechercher la présence de vie sur Mars et étudier la surface de la planète pour y détecter des indices de présence d'eau ;
- MAX-C est un rover développé par la NASA qui doit pouvoir rechercher des indices de la vie, prélever des carottes dans le sous-sol martien et les stocker pour une future mission de retour d'échantillons sur Terre qui reste à définir.

Les engins ExoMars TGO et ExoEDM doivent être lancés ensemble début 2016 tandis que les deux rovers sont lancés en 2018 en utilisant le système d'atterrissage américain. Les lanceurs sont également fournis par la NASA.
Mais en 2011/2012, la NASA soumise à une pression budgétaire importante se retire du programme après avoir proposé dans un premier temps d'en diminuer les coûts en fusionnant les deux projets de rover.

### Nouveau partenariat avec l'agence spatiale russe Roscosmos
Pour faire face à ses contraintes budgétaires qui ne lui permettent pas de mener seule les missions planifiées, l'ESA se tourne vers l'agence spatiale russe Roscosmos qui accepte d'intégrer le programme ExoMars. Selon les termes d'un accord conclu en mars 2012, l'agence spatiale russe fournit les deux lanceurs Proton nécessaires, une partie de l'instrumentation scientifique de TGO ainsi que le véhicule de rentrée et de descente qui doit poser le rover européen sur le sol martien. Les modifications structurelles introduites par ce changement tardif de partenaire rendent l'échéance du premier lancement (TGO et EDM) qui doit avoir lieu en janvier 2016 difficile à tenir. Après des discussions menées avec les industriels concernés, les responsables de l'agence spatiale européenne décident de maintenir le calendrier initial. En juin 2013, l'ESA passe commande à l'établissement italien du constructeur Thales Alenia Space des engins ExoMars TGO et ExoMars EDM.

## Objectifs

### Étude de l’atmosphère de Mars

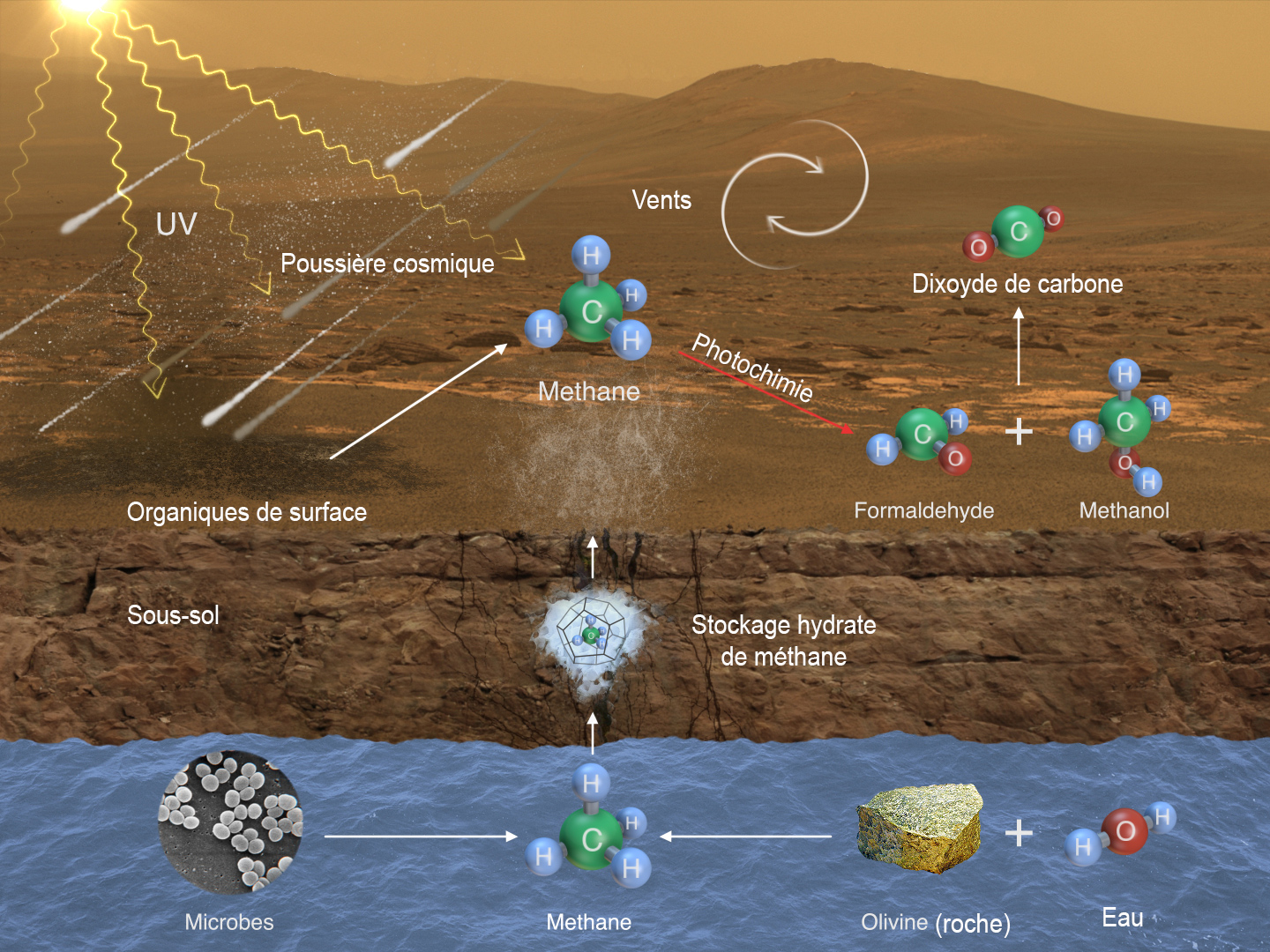
Les différentes hypothèses sur la genèse et le lieu de stockage du méthane détecté dans l'atmosphère de Mars.

La mission principale de l'orbiteur ExoMars TGO porte sur l'étude de l'atmosphère de Mars. Des observations récentes réalisées par des orbiteurs martiens ainsi que depuis des observatoires terrestres ont indiqué la présence de méthane dans l'atmosphère martienne avec des variations dans le temps de la concentration de ce gaz. Les modèles actuels ne permettent pas d'expliquer la présence de méthane et les rapides changements de sa concentration sur le plan spatial et temporel. L'apparition du méthane comme sa disparition ne sont pas expliquées. Ces observations soulèvent les questions suivantes :
- s'agit il d'une manifestation d'une activité souterraine :
  - y a-t-il des réservoirs de glace en surface ou proches de la surface (en particulier dans la glace) ? Où sont ces réservoirs ? ;
- quelle est l'origine de ce gaz : géochimique ou biochimique ? :
  - existe-t-il d'autres traces de gaz ? Quels sont les ratios des isotopes ? ;
- quels sont les processus qui contrôlent le cycle de vie de ces gaz ? :
  - échelle de temps des emplacements, des activations et des modifications : phénomènes saisonniers, annuels, épisodiques, long terme,
  - rôle de la géochimie hétérogène,
  - interaction entre la surface et l'atmosphère.

Ces questions débouchent sur les objectifs assignés à la mission ExoMars TGO :
- identifier les gaz et isotopes présents sous forme de trace dans l'atmosphère martienne ;
- définir les variations spatiales et temporelles de la distribution du méthane et si possible des gaz les plus importants ainsi que des molécules à l'origine de ces gaz (H2O…) ;
- localiser les sources du méthane et des principaux gaz et leurs interactions dont celles avec les aérosols et de quelle manière ces processus sont modifiés par l'état de l'atmosphère (température, distribution des principales sources de gaz comme l'eau) ;
- prendre des photos des formations de surface qui peuvent être liées aux sources de gaz.

### Objectifs complémentaires
Les objectifs complémentaires d’ExoMars TGO sont les suivants :
- transporter l'atterrisseur Schiaparelli jusqu'à Mars ;
- assurer avec les autres orbiteurs en activité autour de Mars le rôle de relais de télécommunications entre Schiaparelli et la Terre ;
- remplir le même rôle pour le rover ExoMars à compter de 2018 ainsi que pour les autres engins spatiaux présents à la surface de Mars.

Comparaison des tailles d'ExoMars TGO et de la sonde européenne Mars Express (à droite).

## Caractéristiques techniques
ExoMars Trace Gaz Orbiter est composée d'une plateforme qui fournit les services nécessaires au fonctionnement de la sonde spatiale (guidage, télécommunications, énergie, orientation…), d'une charge utile composée de quatre suites instrumentales. Par ailleurs, la sonde spatiale transporte jusqu'à proximité de Mars l'atterrisseur Schiaparelli.

### Plateforme
| Caractéristique                      | TGO                     | Mars Express                          | MAVEN                              |
| ------------------------------------ | ----------------------- | ------------------------------------- | ---------------------------------- |
| Masse totale                         | 3 732 kg¹               | 1 060 kg¹                             | 2 454 kg                           |
| Masse instruments scientifiques      | 112 kg                  | 113 kg¹                               | 65 kg                              |
| Masse ergols (%)                     | 2 500 kg (67 %)         | 457 kg (43 %)                         | 1 595 kg (65 %)                    |
| Puissance électrique                 | 2 000 watts             | 650 watts                             | 1 230 watts                        |
| Orbite Altitude Inclinaison orbitale | Orbite basse 400 km 74° | Orbite haute 298 km × 10 107 km 86,3° | Orbite haute 150 km × 5 000 km 75° |
| ¹Atterrisseur non compris            |                         |                                       |                                    |

La plateforme d'ExoMars TGO est fournie par OHB-System (structure, système de propulsion, protection thermique, câblage électrique central) et complétée avec des composants du bus Spacebus développé par Thales Alenia Space pour ses satellites de télécommunications géostationnaires. La structure centrale est un cylindre d'un diamètre de 1,20 mètre. La propulsion principale est assurée par un moteur-fusée biergol Leros1b de 645 newtons de poussée qui consomme un mélange hypergolique d'hydrazine et de peroxyde d'azote. Six propulseurs monergol de 22 N de poussée sont chargés d'effectuer des corrections de trajectoire demandant un delta-v modéré et de contrôler l'orientation du satellite durant les moments critiques en particulier durant les phases d'aérofreinage et juste avant la libération de l'atterrisseur. L'énergie électrique est fournie par des panneaux solaires d'une superficie de 20 m2 produisant 2 000 watts au niveau de l'orbite de Mars. Les panneaux sont orientables avec 1 degré de liberté. L'énergie est stockée dans deux batteries lithium-ion d'une capacité de 180 Ah permettant d'alimenter le satellite durant les phases d'éclipse. Lorsque les instruments scientifiques fonctionnent, le contrôle d'attitude|contrôle de l'orientation est pris en charge par les seules roues de réaction ayant un couple de 20 N m.
Les télécommunications sont prises en charge par deux transpondeurs d'une puissance de 65 watts en bande X et bande Ka (secours) utilisant une antenne à grand gain de 2,2 mètres de diamètre. TGO possède par ailleurs trois antennes faible gain et deux transpondeurs pour les liaisons de proximité en bande UHF avec les rovers se trouvant à la surface de Mars.
L'orbiteur a une masse à vide de 1,365 tonne dont 125 kg de charge utile. ExoMars TGO transporte l'atterrisseur ExoMars EDM qui représente une masse d'environ 600 kg. Le carburant nécessaire aux différentes manœuvres représente une masse de 2 190 kg. Compte tenu de la capacité du lanceur Atlas V qui peut placer sur une trajectoire de transit vers Mars 4,4 tonnes, l'orbiteur peut stocker dans ses réservoirs jusqu'à 2,44 tonnes de carburant.

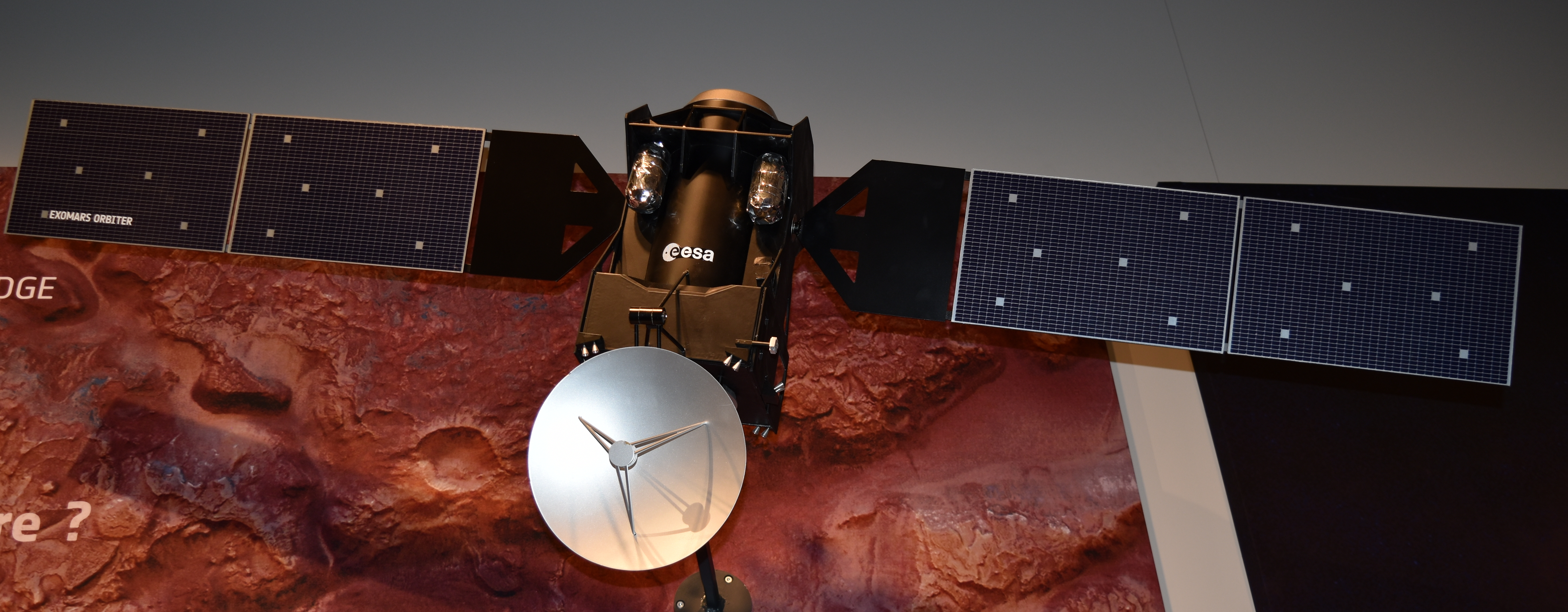
Maquette d'Exomars Trace Gas Orbiter.

### Instrumentation scientifique
ExoMars TGO embarque plusieurs instruments scientifiques dont certains sont fournis par la Russie. En octobre 2012, le seul instrument connu est le spectromètre ultraviolet NOMAD qui fonctionne dans les bandes (nn). Il doit détecter les gaz et les isotopes présents dans l'atmosphère. L'instrument est très proche de celui embarqué sur la sonde Venus Express.
| Instrument | Type instrument                                        | Objectifs | Principales caractéristiques | Responsable scientifique  | Pays participant                                       | Masse | Consommation |
| ---------- | ------------------------------------------------------ | --- | --- | ------------------------- | ------------------------------------------------------ | ----- | ------------ |
| NOMAD      | SO : spectromètre infrarouge                           | Profil vertical des composants présents dans l'atmosphère | Longueurs d'onde : 2,2–4,3 µm Résolution spectrale : ? | A.C. Vandaele ( Belgique) | Belgique Espagne Italie Royaume-Uni États-Unis Canada. | kg    | watts        |
| NOMAD      | LNO : spectromètre infra-rouge                         | Profil vertical des composants présents dans l'atmosphère, glaces et gelées au sol                                                                                            | Longueurs d'onde : 2,2–4,3 µm Résolution spectrale : ? | A.C. Vandaele ( Belgique) | Belgique Espagne Italie Royaume-Uni États-Unis Canada. | kg    | watts        |
| NOMAD      | UVIS : spectromètre ultraviolet/visible                | Détection de la présence dans l'atmosphère de l'ozone, de l'acide sulfurique et des aérosols                                                                                  | Longueurs d'onde : 0,2–0,65 µm Résolution spectrale : ? | A.C. Vandaele ( Belgique) | Belgique Espagne Italie Royaume-Uni États-Unis Canada. | kg    | watts        |
| ACS        | NIR : spectromètre à filtre acousto-optique accordable | Profils verticaux de température et de densité CO2, CH4 H2O et CO, ratios isotopiques, recherche de nouvelles molécules organiques…                                           | Longueurs d'onde : proche infrarouge 0,7–1,7 µm Résolution spectrale : ? | O. Korablev ( Russie)     | Russie France Allemagne Italie.                        | kg    | watts        |
| ACS        | MIR : spectromètre à filtre acousto-optique accordable | cf. NIR | Longueurs d'onde : moyen infra-rouge 2,3–4,6 µm Résolution spectrale : ? | O. Korablev ( Russie)     | Russie France Allemagne Italie.                        | kg    | watts        |
| ACS        | TIR : spectromètre Fourier                             | Profil thermique de l'atmosphère, contrôle de la poussière et des nuages de condensation, carte de distribution du méthane…                                                   | Longueurs d'onde : infrarouge thermique 1,7–4 µm Résolution spectrale : ? | O. Korablev ( Russie)     | Russie France Allemagne Italie.                        | kg    | watts        |
| CaSSIS     | Imageur                                                | Images des portions de surfaces sources potentielles des gaz détectés, détection des processus dynamiques en surface, recherche de zones d'atterrissage pour le rover ExoMars | Longueurs d'onde : Panchromatique 650 nm (250 nm), Infrarouge 950 nm (150 nm), proche infrarouge 850 nm (120 nm), bleu-vert 475 nm (150 nm) Résolution optique : 5 mètres/pixel Fauchée : 8 km 1 degré de liberté Images en relief | N. Thomas ( Suisse)       | Suisse Italie Pologne                                  | kg    | watts        |
| FREND      | Détecteur de neutrons                                  | Concentration en hydrogène dans la couche superficielle de la surface de Mars                                                                                                 | Énergie des neutrons détectés : 0,4 eV - 500 keV et 0,5 MeV - 10 MeV | I. Mitrofanov ( Russie)   | Russie États-Unis                                      | kg    | watts        |

#### Spectromètres NOMAD

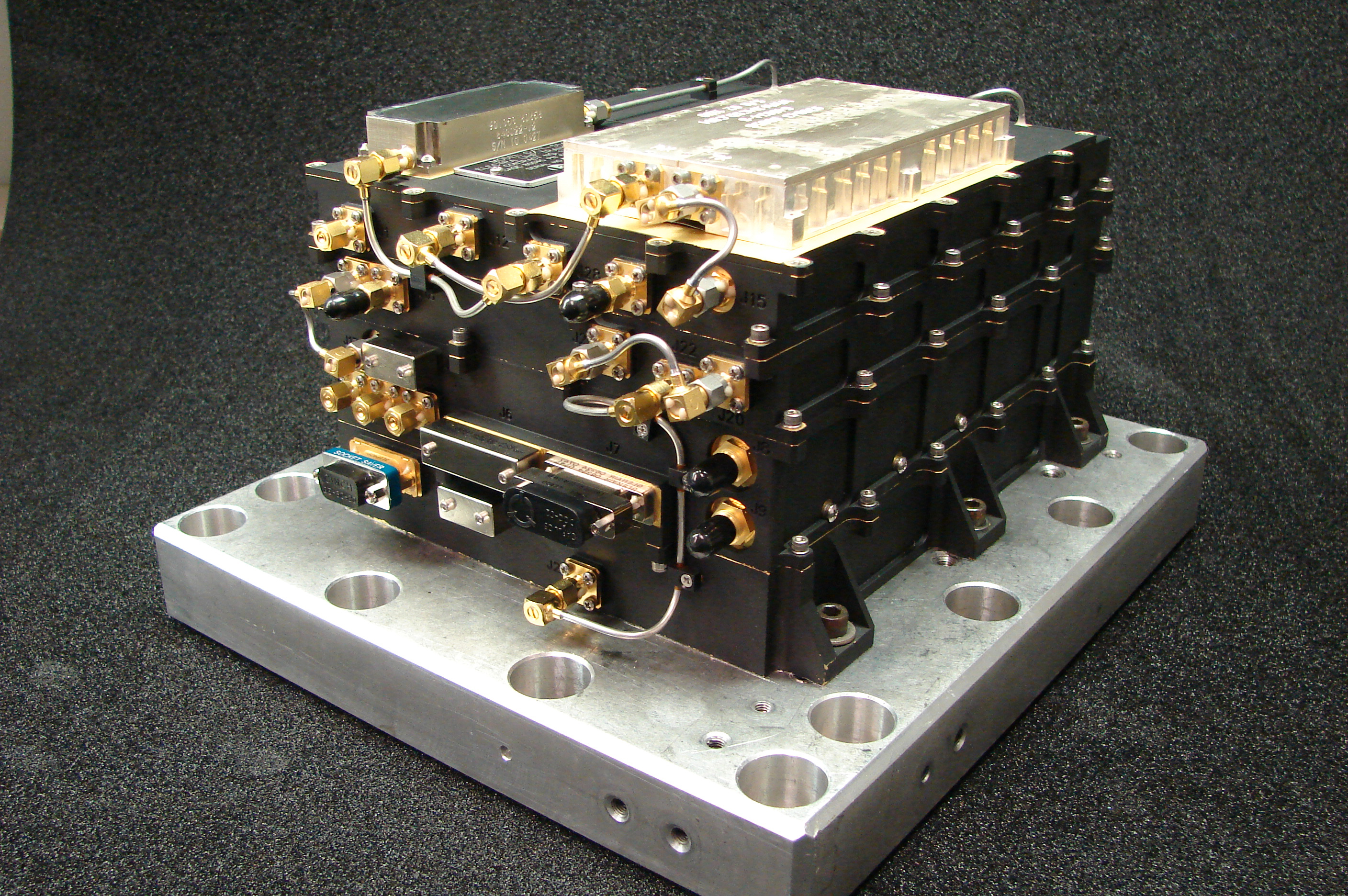
L'émetteur-récepteur radio utilisé pour communiquer en bande UHF avec les engins spatiaux à la surface de Mars.

NOMAD (Nadir and Occultation for MArs Discovery) est un ensemble de spectromètres mesurant le spectre de la lumière du Soleil sur différentes longueurs d'onde (infrarouge, visible, ultraviolet) qui, soit traversent le limbe atmosphérique de Mars, soit sont réfléchies par son sol. L'instrument SO effectue des observations lorsque Mars occulte le Soleil. Il permet d'observer 6 petites portions du spectre infrarouge en 1 seconde. Lors d'une occultation du Soleil (durée 5 minutes), il permet d'obtenir 300 spectres par longueur d'onde et ainsi de fournir un profil vertical de l'atmosphère de la base au sommet. LNO est utilisé pour analyser la lumière réfléchie par le sol martien au nadir. Sa sensibilité est accrue par rapport à SO pour prendre en compte la quantité plus faible du rayonnement analysé. UVIS est un instrument très léger qui fournit des informations complémentaires en particulier sur les concentrations d'ozone, d'acide sulfurique et d'aérosols. SO est une copie de l'instrument SOIR installé à bord de Venus Express. LNO est dérivé de SOIR. UVIS est un instrument développé initialement pour le rover ExoMars dans sa première version.
- Le 16 juin 2020, NOMAD détecte une lumière verte autour de Mars[6].

#### Spectromètres ACS
ACS (Atmospheric Chemistry Suite) est un ensemble de trois spectromètres utilisé pour déterminer le spectre de la lumière solaire réfléchie par le sol martien ou traversant l'atmosphère martienne lors d'une occultation du Soleil par la planète. Les spectres sont mesurés par les trois instruments qui composent ACS respectivement dans le proche infrarouge (NIR), moyen infrarouge (MIR) et infrarouge thermal (TIR). Ces longueurs d'onde ont été choisies car elles permettent de détecter l'eau, le méthane et d'autres constituants mineurs de l'atmosphère et d'étudier la structure de l'atmosphère ainsi que sa photochimie. Ces spectromètres permettent d'établir des profils verticaux de l'atmosphère de Mars avec la composition (gaz, ratios isotopes, aérosols), de détecter éventuellement de nouvelles molécules. ACS dérive pour MIR et NIR dde TIMM-2 installé sur Phobos Grunt, de l'expérience Rusalka (station spatiale internationale) et de SOIR (Vénus Express). TIR dérive lui d'AOST (Phobos Grunt) et PFS (Mars Express). L'inclinaison retenue pour l'orbite de TGO a été déterminée pour optimiser les résultats de cet instrument.

#### Imageur CaSSIS

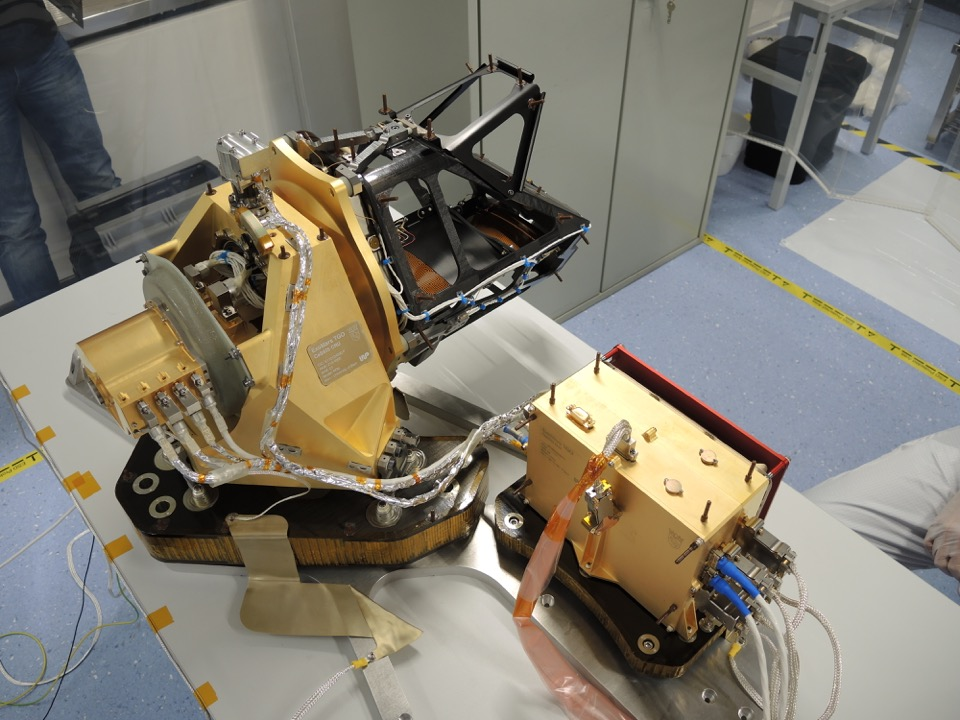
La caméra CaSSIS.

CaSSIS (Colour and Stereo Surface Imaging System) est une caméra pouvant prendre des images à haute résolution de la surface de Mars (5 mètres/pixel) avec la possibilité de réaliser des photos en relief avec une résolution verticale de 5 mètres. L'instrument est utilisé pour identifier les sources potentielles des gaz libérés dans l'atmosphère martienne. Il doit également permettre d'étudier les processus dynamiques à l’œuvre à la surface de Mars - sublimation, érosion, volcanisme - susceptibles d'être à l'origine de gaz libérés dans l'atmosphère. CaSSIS, installé sur le côté de la sonde spatiale faisant face au sol, est pointé par défaut vers le nadir. Pour compenser le mouvement de TGO qui par défaut modifie son orientation pour maintenir en permanence ses panneaux solaires perpendiculaires aux rayons du Soleil, la caméra est montée sur un cardan avec un degré de liberté qui permet de maintenir son axe optique perpendiculaire à la surface. Le mécanisme de rotation permet de faire pivoter la caméra de 180°. Cette capacité est également utilisée pour réaliser les vues en relief.

#### Détecteur de neutrons FREND
FREND (Fine Resolution Epithermal Neutron Detector) est un détecteur de neutrons disposant d'un module de collimation pour restreindre le champ optique de l'instrument afin de permettre de dresser des cartes à haute résolution de l'abondance de l'hydrogène dans la couche superficielle du sol de Mars. FREND mesure le flux de neutrons en provenance de la surface de Mars qui sont le résultat du bombardement de celui-ci par les rayons cosmiques. Ceux-ci ont suffisamment d'énergie pour briser des atomes présents jusqu'à une profondeur de 1 à 2 mètres. Les neutrons générés sont en partie capturés ou freinés par les noyaux des atomes avoisinants. Les neutrons qui parviennent à s'échapper sont détectés par l'instrument FREND. En mesurant leur vitesse, celui-ci permet de déduire la composition du terrain et en particulier l'abondance en hydrogène. Pour mesurer les neutrons, l'instrument dispose de deux détecteurs : un compteur proportionnel à gaz ³He est chargé de mesurer les neutrons ayant une énergie de 0,4 eV à 500 keV tandis qu'un cristal scintillateur de type stylbene mesure ceux dont l'énergie est comprise entre 0,5 MeV et 10 MeV.

En mars 2018, les résultats des mesures de FREND sont communiqués confirmant des mesures précédentes faites lors d'autres vols vers la planète Mars mais donnant plus de détails.
Le 2 mai 2018, André Debus, spécialiste du CNES pour le programme ExoMars, lors d'une conférence donnée à Cannes, dans le cadre des conférences 3AF Côte d'Azur confirme que « les radiations reçues par les passagers seront très élevées, d'autant plus en cas d'éruption solaire un peu forte ; leur protection n'est possible que par l'adjonction de blindages très lourds difficilement envisageables à ce jour. Et, bien entendu, le voyage retour de Mars vers la Terre aggravera la situation ».

### Atterrisseur expérimental Schiaparelli
TGO emporte l'atterrisseur expérimental Schiaparelli qu'il largue quelques jours avant l'arrivée sur Mars. Ce module d'une masse de 600 kg (Phoenix : 670 kg, Viking 600 kg) doit permettre de valider les techniques de rentrée atmosphérique et d'atterrissage qui seront mises en œuvre par de futures missions martiennes européennes. Il comporte un véhicule de rentrée chargé de protéger l'engin spatial de la chaleur générée par la rentrée atmosphérique, d'un parachute déployé alors que la vitesse de l'engin est tombée à Mach 2 et de moteurs-fusées à ergols liquides (hydrazine) chargés d'annuler la vitesse de descente résiduelle et de déposer en douceur l'atterrisseur à la surface de Mars. Durant sa descente vers le sol martien, il retransmet les paramètres de vol pour permettre l'analyse de son fonctionnement. Sur le sol martien, sa durée de vie est limitée car l'énergie est fournie par des batteries qui ne sont pas rechargées. Il emporte une petite charge utile composée d'instruments scientifiques qui collecteront et retransmettront des données scientifiques au cours des 8 jours de sa durée de vie sur Mars (énergie produite par des batteries non rechargeables).

## Développement
La réalisation de l'orbiteur ExoMars TGO et de l'atterrisseur Schiaparelli est confiée à Thales Alenia Space dans le cadre d'un contrat signé en juin 2013.
ExoMars TGO est intégré dans le Centre spatial de Cannes - Mandelieu.

## Déroulement de la mission

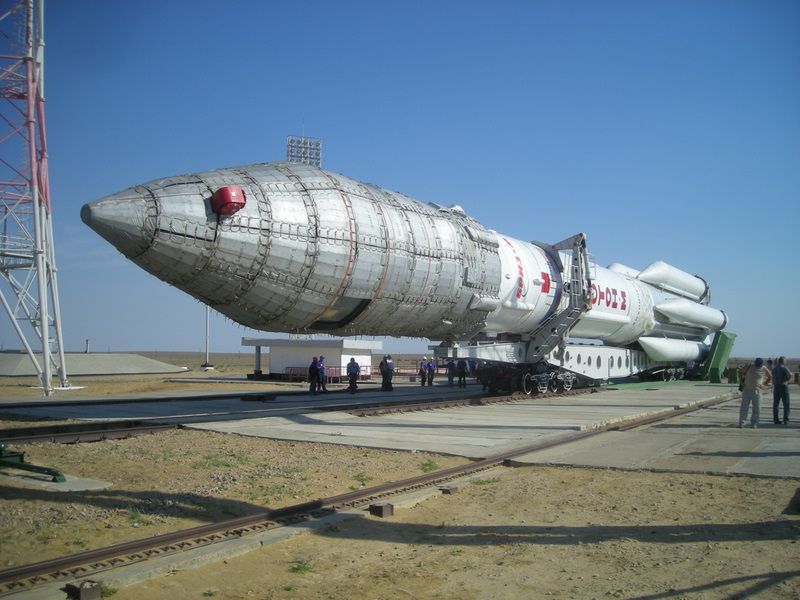
La sonde spatiale est lancée par une fusée russe Proton-M.

### Lancement (14 mars 2016)
La fenêtre de lancement vers la planète Mars s'ouvre le 14 mars et se referme le 25 mars 2016. Le 14 mars 2016 ExoMars TGO avec l'atterrisseur Schiaparelli décolle du cosmodrome de Baïkonour à bord d'une fusée russe Proton-M/Briz-M. Pour ce lanceur il s'agit du premier lancement d'une sonde spatiale interplanétaire depuis plus de deux décennies mais le profil de ce vol est proche des mises en orbite des satellites de télécommunications qui représentent une part importante de l'activité de la fusée. Le lancement s'étale sur 11 heures car la poussée de l'étage Briz-M est relativement faible et pour optimiser son utilisation, il faut trois mises à feu successives, :
- Lancement de la mission ExoMars 2016 à bord d'une fusée Proton-M depuis le cosmodrome de Baïkonour.T0 : décollage ;

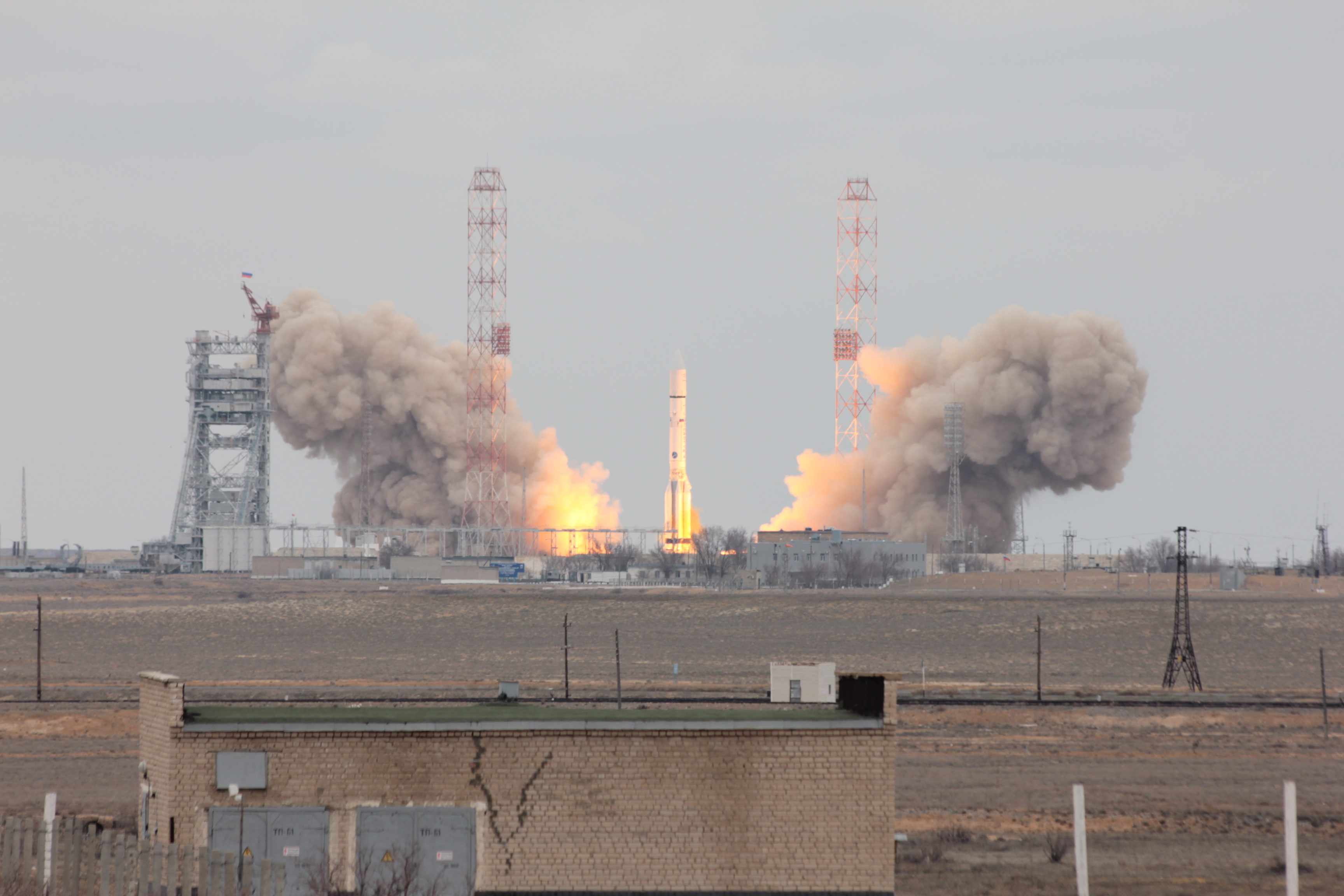
Lancement de la mission ExoMars 2016 à bord d'une fusée Proton-M depuis le cosmodrome de Baïkonour.

- 1 min 59 s : allumage du second étage ;
- 5 min 24 s : allumage du troisième étage ;
- 9 min 31 s : largage du troisième étage ;
- 11 min 1 s : première mise à feu de l'étage Briz-M. L'allumage du moteur a lieu à l'opposé de l'azimut de la position que Mars occupera à l'arrivée prévue le 16 octobre ;
- 16 min : extinction de l'étage Briz-M : la sonde spatiale circule sur une orbite de parking avec une altitude de 175 km avec une inclinaison de 51,5° ;
- 1 h 0 min 34 s : 2e mise à feu de l'étage Briz-M d'une durée de 18 minutes : l'orbite est désormais de 250 × 5 800 km ;
- 4 h : lorsque la sonde spatiale repasse par le périgée de sa nouvelle orbite, une 3e mise à feu de l'étage Briz-M d'une durée de 12 minutes est déclenchée pour relever l'apogée : l'orbite résultante est de 250 × 21 400 km et la période est de 6 heures. Le réservoir auxiliaire est largué ;
- 10 h 19 min : 4e mise à feu de l'étage Briz-M d'une durée de 10 minutes déclenchée au périgée de l'orbite permettant à la sonde spatiale de s'échapper de l'attraction terrestre et de se diriger vers Mars. L'étage Briz-M est largué 2 minutes après l'extinction du système de propulsion puis les panneaux solaires sont déployés.

### Transit vers Mars (mars à octobre 2016)
La sonde spatiale doit atteindre Mars environ 7 mois plus tard vers octobre 2016. Trois à cinq jours avant les manœuvres d'insertion en orbite autour de Mars, la sonde libère l'atterrisseur Schiaparelli qui effectue une rentrée directe dans l'atmosphère martienne dans le prolongement de la trajectoire hyperbolique de la sonde.
Le 23 mai 2016, ExoMars Trace Gas Orbiter passe avec succès la revue de vérification de toutes ses fonctionnalités (IOCR In-Orbit Commissioning Review). Thales Alenia Space a analysé les données relatives au lancement, à la phase de mise à poste (LEOP) ainsi qu’à celle des opérations de mise en service afin d’établir un rapport qui a été remis à l’ESA. Le rapport atteste du bon fonctionnement des deux modules constituant le vaisseau spatial : l’EDM (Module d’Entrée et de Descente) et le TGO (Orbiteur Traceur de Gaz). Les tests réalisés sur le TGO pendant la phase de mise à poste confirment que les températures du satellite respectent bien les limites opérationnelles. Le sous-système de propulsion fonctionne comme prévu et la consommation d’énergie est normale. Les paramètres électriques (voltage et courant) demeurent stables en cohérence avec les résultats des tests réalisés sur Terre. Une deuxième vérification de la charge utile du TGO et de l’EDM est effectuée courant juin. Une première photo de Mars est prise par la caméra Cassis le 13 juin alors que la planète se trouve encore à 41 millions de kilomètres.
le 18 juillet le moteur-fusée principal de 424 Newtons de poussée est mis à feu durant 52 minutes pour effectuer la première correction de trajectoire depuis le lancement avec comme objectif de placer la sonde spatiale sur une trajectoire interceptant précisément Mars. Le 16 octobre, 3 jours avant l'arrivée sur Mars, l’EDM/Schiaparelli se sépare de l’orbiteur. Le 19 octobre le TGO entre dans l’orbite martienne, pendant que l’EDM atterrit simultanément sur Mars.

### Insertion en orbite et aérofreinage (janvier 2017 à avril 2018)
La manœuvre d'insertion en orbite autour de Mars est conçue de manière à maintenir la liaison UHF avec l'atterrisseur EDM/Schiaparelli durant sa descente sur le sol martien pour recueillir les données télémétriques et pouvoir effectuer un diagnostic même si l'arrivée sur le sol martien ne se déroule pas de manière normale. Le 19 octobre vers 13 h TU, l'orbiteur entame une séquence de freinage à l'aide de sa propulsion principale d'une durée de 139 minutes qui réduit sa vitesse de 1,5 km/s et le place sur une orbite elliptique autour de Mars. ExoMars TGO s’insère sur l'orbite haute elliptique prévue avec un périgée se situant entre 230 et 310 km au-dessus de la surface, un apogée à 98000 km avec une période orbitale de 4,2 jours. Il reste sur cette orbite durant 8 jours après l'atterrissage pour que l'orbiteur puisse effectuer un passage supplémentaire au-dessus du site d'atterrissage de Schiaparelli. Ensuite ExoMars TGO entame une série de manœuvres à l'aide de sa propulsion pour réduire son apogée et faire passer son inclinaison orbitale à 74° et sa période à 1 sol. Les réductions consécutives de son apogée sont effectuées en utilisant la technique de l'aérofreinage c'est-à-dire en manœuvrant de manière à faire passer l'orbiteur dans les couches denses de l'atmosphère martienne et ainsi ralentir la sonde et réduire son orbite.

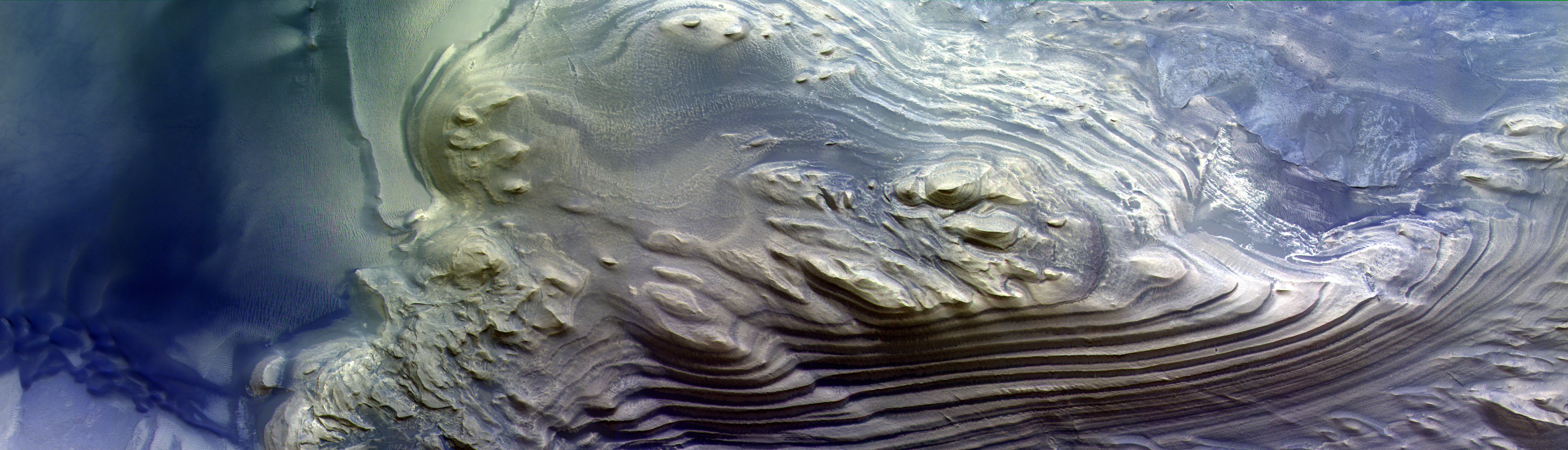
Photo de Juventae Chasma prise avec l'instrument Cassis.

Durant cette phase TGO réalise 740 passages dans l'atmosphère basse ce qui réduit sa vitesse orbitale de 782 m/s. Cette phase s'achève le 20 février 2018 avec une dernière manœuvre propulsive de 16 minutes qui remonte le périgée et place l'engin spatial sur une orbite provisoire de 200 x 1047 km. Au cours du mois suivant 10 manœuvres successives placent TGO sur son orbite circulaire définitive de 400 km avec une période de 2 heures. La phase scientifique de la mission débute le 21 avril. Durant l'été 2018 TGO commence à jouer son rôle de relais entre les rovers circulant à la surface de Mars et la Terre.
| Phase                               | Date                                 | Événement |
| ----------------------------------- | ------------------------------------ | --- |
| Lancement et transit vers Mars      | 14 mars 2016                         | Lancement par une fusée fusée Proton depuis le cosmodrome de Baïkonour                                                     |
| Lancement et transit vers Mars      | début avril                          | Test du répéteur radio de la NASA (Electra)                                                                                |
| Lancement et transit vers Mars      | sur 6 semaines à partir du lancement | Recette des instruments scientifiques de TGO et de Schiaparelli                                                            |
| Lancement et transit vers Mars      | jusqu’à juin                         | Phase de transit |
| Lancement et transit vers Mars      | de mi-juillet à mi-août              | Manœuvres de corrections de trajectoire                                                                                    |
| Lancement et transit vers Mars      | 28 juillet                           | Principale manœuvre de correction de trajectoire                                                                           |
| Lancement et transit vers Mars      | septembre à octobre                  | Détermination de la trajectoire en utilisant la technique Delta-DOR                                                        |
| Lancement et transit vers Mars      | 9 octobre                            | Début du suivi radio permanent par les stations terrestres                                                                 |
| Lancement et transit vers Mars      | 16 octobre 2016 à 14 h 42 GMT        | Largage de l'atterrisseur Schiaparelli                                                                                     |
| Lancement et transit vers Mars      | 17 octobre 2016                      | Manœuvre d'évitement de Mars                                                                                               |
| Insertion en orbite et aérofreinage | 19 octobre 2016                      | Manœuvre d'insertion en orbite autour de Mars sur une orbite haute très elliptique                                         |
| Insertion en orbite et aérofreinage | 19 octobre 2016                      | L'atterrisseur Schiaparelli se pose sur le sol de Mars                                                                     |
| Insertion en orbite et aérofreinage | 20 novembre 2016                     | Début du recueil des données à l'aide des instruments scientifiques                                                        |
| Insertion en orbite et aérofreinage | décembre 2016                        | Manœuvre de réduction de la période orbitale (de 4 jours à 1 jour)                                                         |
| Insertion en orbite et aérofreinage | 17 janvier 2017                      | Manœuvre de changement de l'inclinaison orbitale (⇒ 74°)                                                                   |
| Insertion en orbite et aérofreinage | janvier 2017                         | Début de la phase d'aérofreinage visant à réduire l'altitude de l'orbite                                                   |
| Insertion en orbite et aérofreinage | 11 juillet au 11 août 2017           | Conjonction solaire haute : les liaisons radio sont impossibles ou difficiles. Les opérations critiques sont interrompues. |
| Insertion en orbite et aérofreinage | 20 février 2018                      | Fin de la phase d'aérofreinage. TGO se trouve sur son orbite 200 x 1047 km                                                 |
| Insertion en orbite et aérofreinage | 21 avril 2018                        | Après 10 manœuvres orbitales l'orbiteur se trouve sur son orbite finale de 400 km avec une période de 2 heures             |
| Opérations scientifiques            | 21 avril                             | Début des opérations scientifiques                                                                                         |
| Opérations scientifiques            | décembre 2020                        | Fin de la mission primaire                                                                                                 |
| Opérations scientifiques            | 2024                                 | TGO commence à jouer le rôle de relais radio pour le rover ExoMars qui vient de se poser sur le sol martien                |

### Déroulement de la mission scientifique (février 2018 à décembre 2022)
Le recueil des données scientifiques débute en avril 2018, après que la sonde spatiale fut insérée sur son orbite circulaire définitive à 400 kilomètres d'altitude et qu'elle parcourt en deux heures. La durée nominale de la mission scientifique est d'une année martienne (deux années terrestres).
Les premiers résultats, présentés un an plus tard, portent sur l'évolution de l'atmosphère durant les tempêtes de poussière, la proportion de deutérium et la non-détection de méthane :
- La limite de détection du méthane atteint une valeur inégalée : 0,05 parts par milliards. Ce qui se révèle être 10 à 100 fois plus faible que des affirmations antérieures de détection. L'instrument FREND fournit, en un peu plus de 100 jours, une carte extrêmement précise des régions de Mars où de l'eau est enfouie en quantité relativement importante dans les couches superficielles[28].
- Une lumière verte, relativement intense à haute altitude et émise par l'atmosphère de Mars lorsque la molécule de dioxyde de carbone perd ses atomes d'oxygène, est observée pour la première fois autour d'une planète[29].
- Des raies spectrales associées aux molécules de dioxyde de carbone et à l'ozone sont observées pour la première fois[30].

### Support de la mission du rover ExoMars
Trois manœuvres orbitales devaient être effectuées pour changer l'orbite du satellite pour préparer l'arrivée de la mission ExoMars rover prévue en 2023. Celles-ci auraient permis à TGO de communiquer durant les phases d'approche et de descente atmosphérique du rover Rosalind Franklin. Sans ses changements, le champ de vue entre le module de descente et l'orbiteur serait occulté par Mars, empêchant ainsi toute communication durant une phase critique de la mission. À l'issue de l'atterrissage du rover, la mission prioritaire de l'orbiteur aurait été de jouer le rôle de relais de télécommunications entre les rovers et la Terre. Le lancement du rover Rosalind Franklin ayant été repoussée à 2028, ces manœuvres ne sont plus d'actualité.[réf. nécessaire]

## Résultats scientifiques

### Détection de lâchers de méthane
La présence de méthane dans l'atmosphère de Mars est un sujet qui fait controverse depuis 1969, l'équipe scientifique de Mariner 7 ayant annoncé que le spectromètre de la sonde spatiale avait détecté du méthane avant de se rétracter quelques semaines plus tard. La présence de méthane est une information importante car ce gaz, qui est détruit dans un intervalle de temps court d'un point de vue géologique, résulte soit d'une activité volcanique soit de processus organiques présents ou passés. En 2003, une équipe scientifique utilisant les données fournies par Mars Express et des télescopes basés sur Terre a annoncé avoir détecté du méthane en faible concentration à 5 parties par milliard (ppb) avec des pics de plusieurs douzaines de ppm ; ces résultats ont par la suite été contestés par des scientifiques utilisant les instruments de Mars Global Surveyor et de plusieurs télescopes terrestres. L'astromobile Curiosity, circulant à la surface de Mars, a  accumulé en 2014 une vingtaine de mois de mesures avec l'instrument SAM, plus précisément l'instrument Tunable Laser Spectrometer (TLS) ont abouti en novembre 2014 à la confirmation de la présence de méthane dans l'atmosphère de Mars dans une proportion de 0,69 partie par milliard avec une marge d'erreur de 0,29. L'instrument a également détecté plusieurs montées de la concentration avec des pics surprenants à 20 parties par milliard, ce qui indique que du méthane continue d'être relâché localement.
Pour expliquer l'énigme entourant la présence de méthane dans l'atmosphère de Mars, compte tenu de son enjeu (présence éventuelle d'organismes vivants sur Mars), l'Agence spatiale européenne a équipé son orbiteur ExoMars Trace Gas Orbiter lancé en 2016 d'un instrument très précis pour mesurer la quantité de méthane. Celui-ci n'a détecté aucun méthane sur le site où Curiosity en avait trouvé. En tentant de réconcilier ces mesures contradictoires, une explication partielle a été trouvée. Alors que Curiosity effectue ses mesures de nuit pour disposer de suffisamment d'énergie (de jour les 100 Watts disponibles sont utilisés par la propulsion, les télécommunications, les caméras et les instruments), l'instrument de  Trace Gaz Orbiter doit réaliser les siennes alors que l'atmosphère est éclairée par le Soleil. Le scénario imaginé est que le méthane est produit la nuit près de la surface et qu'avec l'arrivée du Soleil il monte en altitude lorsque l'atmosphère se réchauffe en se diluant et en devenant ainsi indétectable. Cette hypothèse a été vérifiée : des mesures ont été effectuées par Curiosity sur des prélèvements effectués de jour et ont confirmé l'absence de quantités de méthane détectables. Le cratère Gale émettrait donc du méthane de manière continue. Il n'y a aucune raison scientifique de penser que Gale constitue une exception et que ces émissions ne soient pas répandues à la surface de Mars. Compte tenu de la stabilité du méthane (il faut 300 ans pour que le méthane présent dans l'atmosphère soit dissocié par le rayonnement solaire), il reste à expliquer pourquoi cette accumulation quotidienne de méthane ne se traduit pas par des concentrations notables. Quel est le processus inconnu qui détruit le méthane ? Décharges électriques produites par l'accumulation de poussière, concentrations d'oxygène ?